# Charles Brandon, 1:e hertig av Suffolk
Charles Brandon, 1:e hertig av Suffolk, 1:e vicomte Lisle, född omkring 1484, död 22 augusti 1545 i Guildford i England, var en engelsk adelsman, militär, hovfunktionär och gunstling. Han var den andra men enda överlevande sonen son till sir William Brandon och Elizabeth Bruyn samt blivande kung Henrik VII:s standarbärare, som dödades av kung Rikard III personligen under slaget vid Bosworth.

## Biografi

Charles Brandons vapensköld som hertig.

Charles Brandon, som året dessförinnan hade upphöjts till hertig av Suffolk, gifte sig den 13 maj 1515 med den nyblivna änkan Maria Tudor, Henrik VII:s dotter. Suffolk hade deltagit i tornerspel för att fira Marias giftermål med kung Ludvig XII. Han var även sändebud och skickades för att gratulera den nye kungen Frans I efter Ludvigs död.

### Äktenskap och barn
Marias äktenskap med Charles Brandon förargade hennes bror Henrik VIII, som dock förlät dem snart, efter att ha givit dem höga böter.
I andra äktenskapet med Anne Browne fick han två barn:
- Lady Anne Brandon (ca. 1507 – januari 1558), gift med Edward Grey.
- Lady Mary Brandon (2 juni 1510 – 1540/1544), gift med Thomas Stanley.

I tredje äktenskapet med Maria Tudor fick han tre barn:
- Lord Henry Brandon (11 mars 1516 – 1522), dog under barndomen
- Lady Frances Brandon (16 juli 1517 – 20 november 1559), gift med Henry Grey och mor till Jane Grey.
- Lady Eleanor Brandon (1519 – 27 september 1547), gift med Henry Clifford.
- Henry Brandon, 1:e earl av Lincoln (före 18 juni 1523 – 1 mars 1534).

I fjärde äktenskapet med Katherine Willoughby fick han två barn:
- Henry Brandon, 2:e hertig av Suffolk (18 september 1535 – 14 juli 1551), dog till följd av svettsjukan.
- Charles Brandon, 3:e hertig av Suffolk (12 oktober 1537 – 14 juli 1551), dog bara en timme efter sin äldre bror, av samma sjukdom.

## Populärkultur
I tv-serien The Tudors spelas Brandon av den brittiske skådespelaren Henry Cavill.